# Mobile Module Connector
Ein Mobile Module Connector (MMC) ist ein von Intel entwickelter Sockel für Prozessormodule in Notebooks.

## MMC-1

Aufbau des MMC-1 mit Mobile Pentium II.

Zunächst wurde eine erste Generation von Prozessormodulen mit Sockeln nach der Spezifikation MMC-1 angeboten. Zur Anwendung kam er mit den Prozessoren Mobile Pentium, Mobile Pentium MMX und Mobile Pentium II. Der Sockel hatte zwei Steckverbinder mit einem Rastermaß von 0,6 mm mit insgesamt 280 Pins. Auf dem Prozessormodul befanden sich außer dem Prozessor auch die passende Northbridge, Level-2-Cache und CPU-Spannungsregler. Über den MMC-1-Sockel bestand eine PCI-Schnittstelle zur Hauptplatine des Rechners.

Intel Mobile Pentium II 300 MHz 512kB L2 Cache
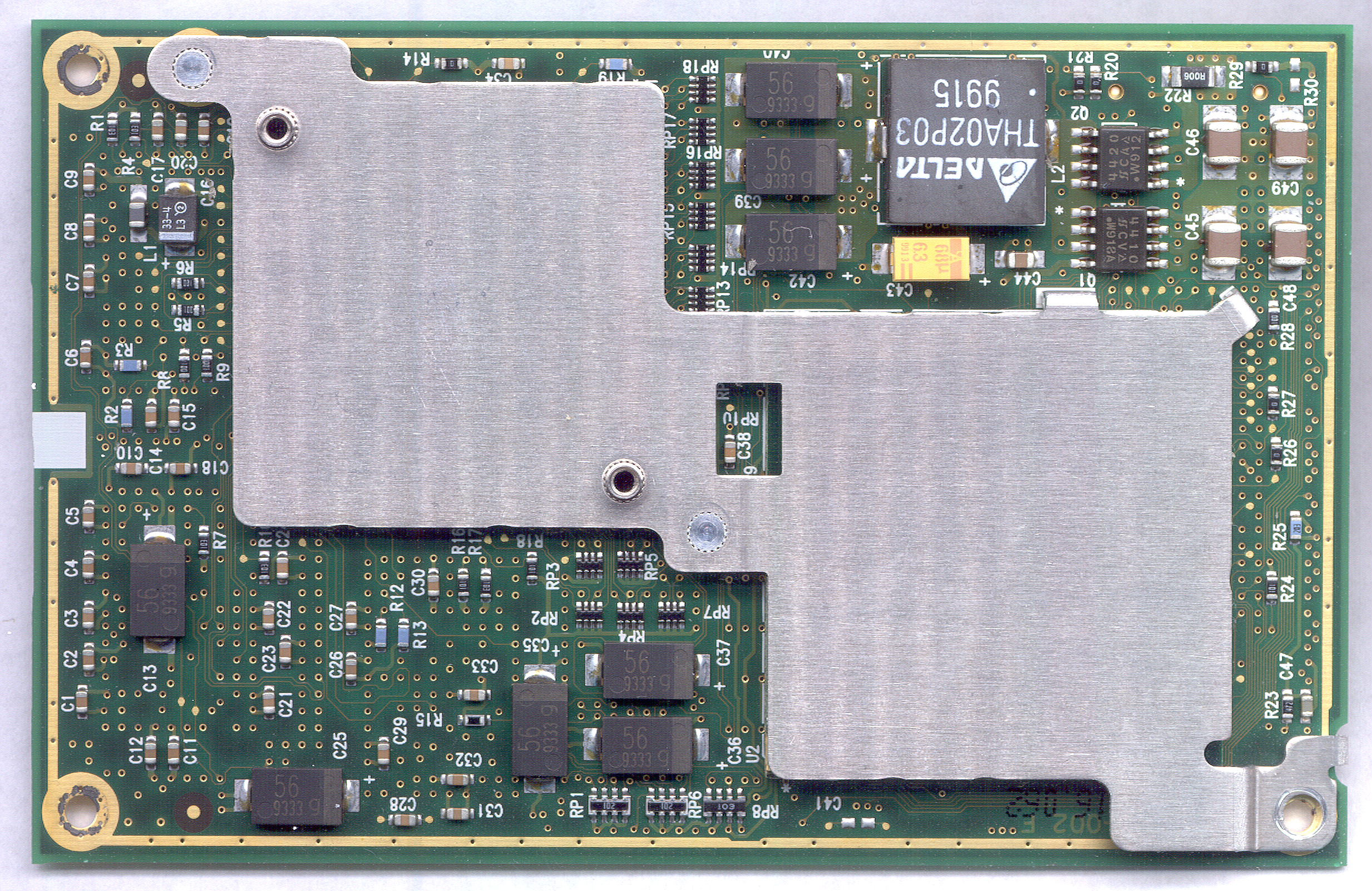
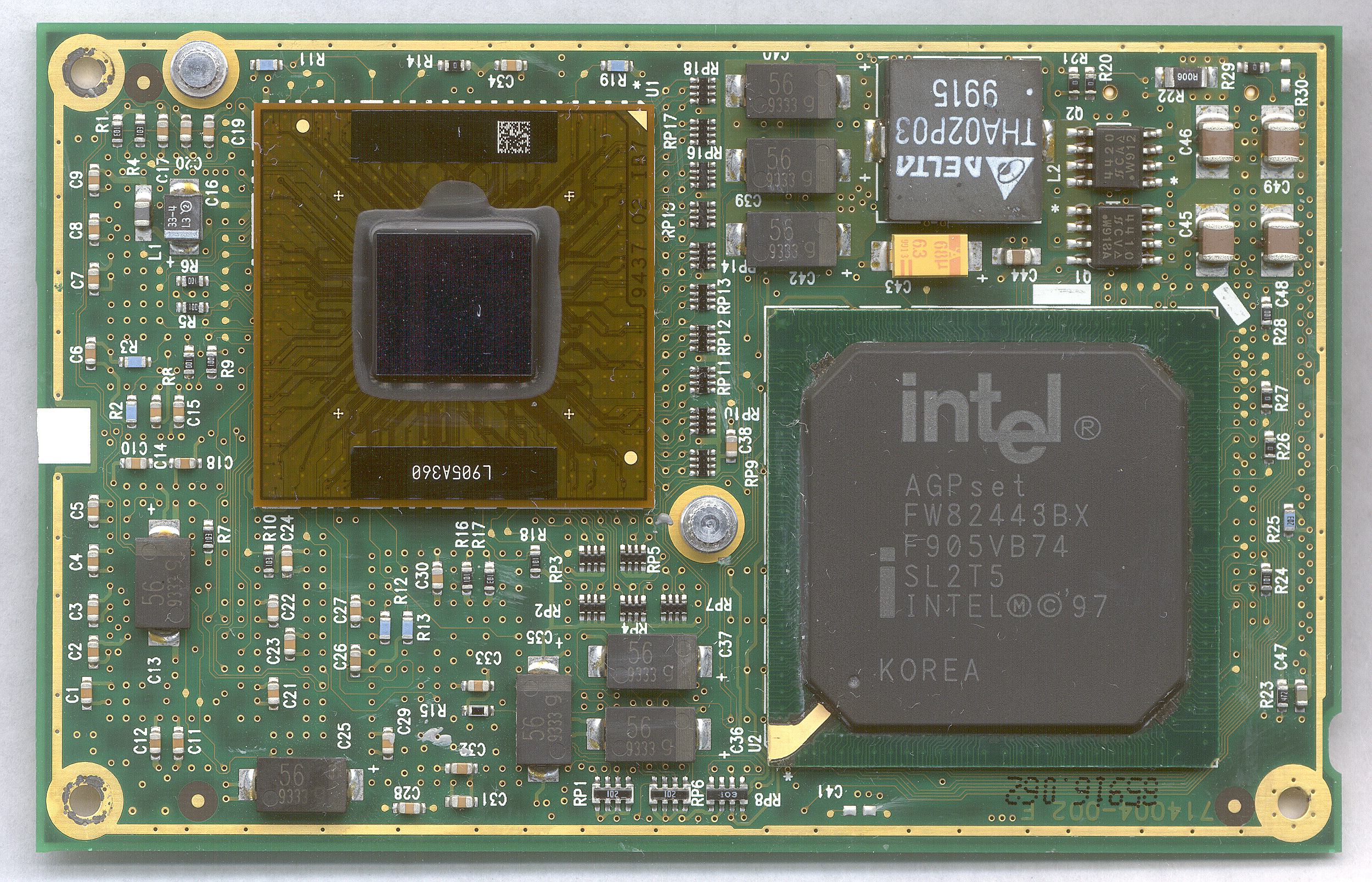
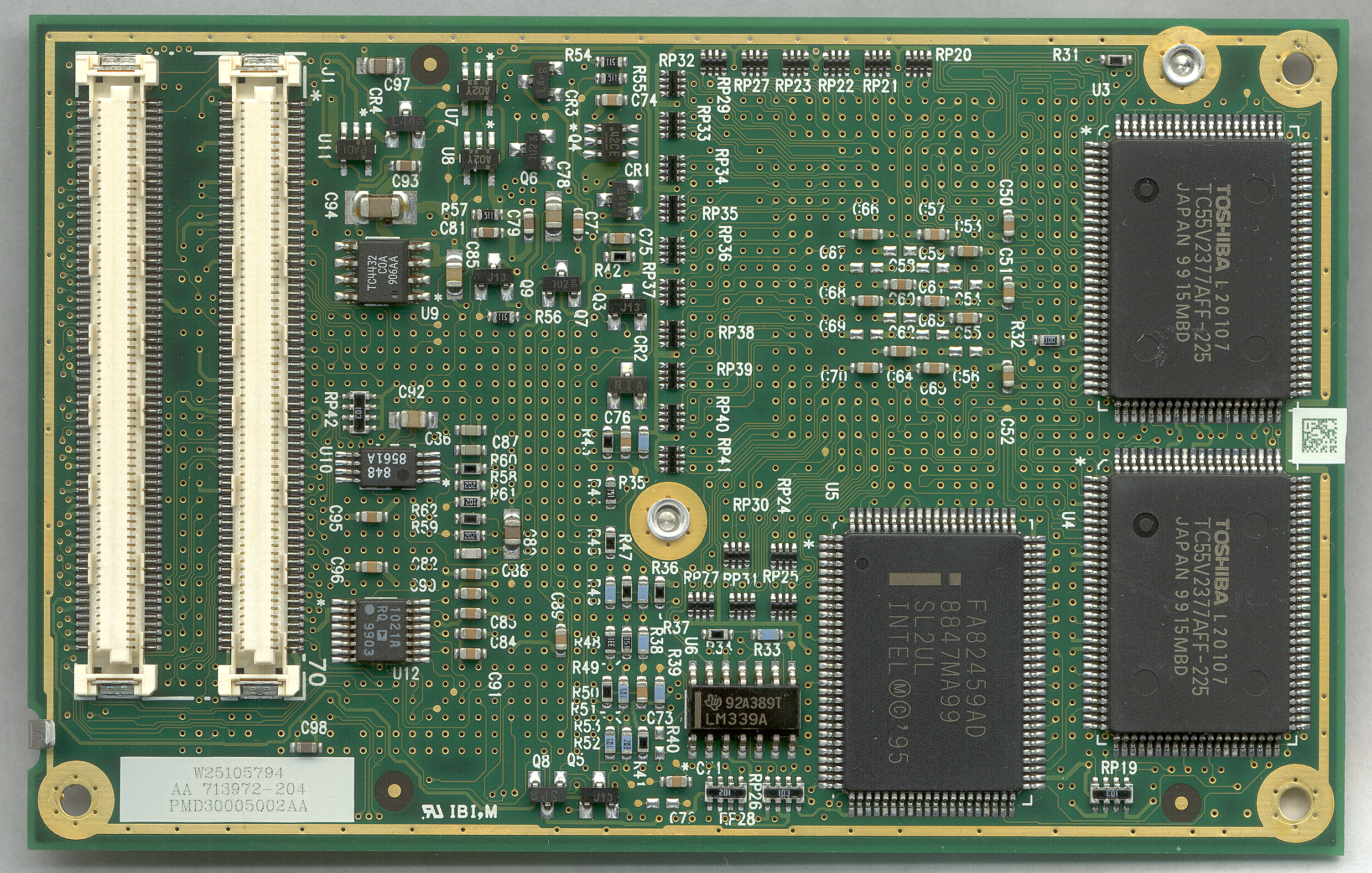

## MMC-2

Aufbau des MMC-2 mit Mobile Pentium II.

Später wurde eine zweite Generation nach der Spezifikation MMC-2 vorgestellt. Der Sockel hatte zehn Reihen mit insgesamt 400 Pins. Zur Anwendung kam er mit den Mobil-Prozessoren Pentium II, Celeron and Pentium III. Neben dem Prozessor befanden sich auf dem Modul weiterhin Northbridge und CPU-Spannungsregler. Der Cache war nur in frühen Exemplaren auf dem Modul bis Prozessoren mit integriertem Cache (On-die Cache) auf den Markt kamen. Zur Hauptplatine bestand eine AGP/PCI-Schnittstelle, die bereits schnelle 3D-Grafik ermöglichte.

Intel Mobile Pentium III 650 MHz 256kB L2 Cache
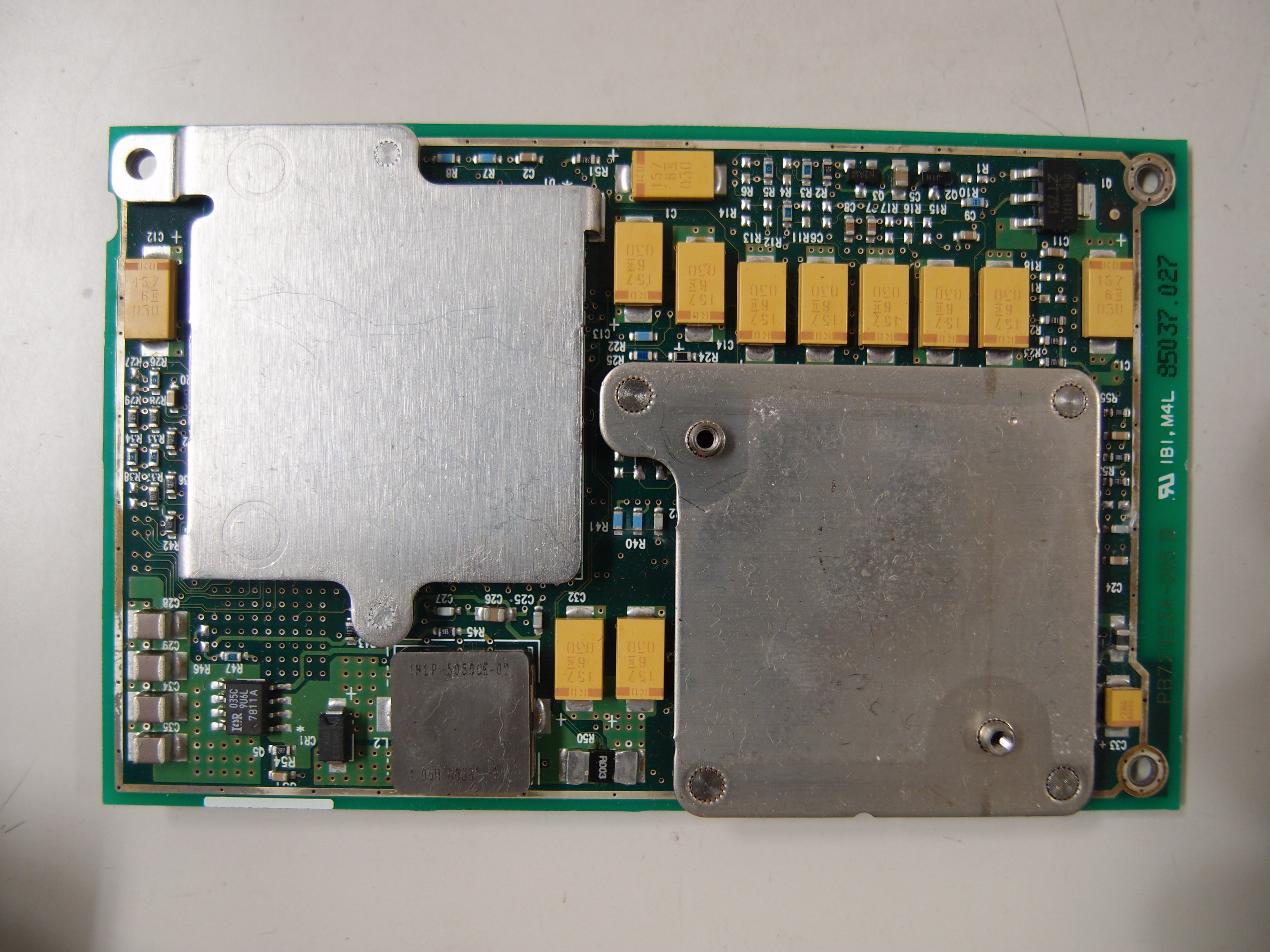
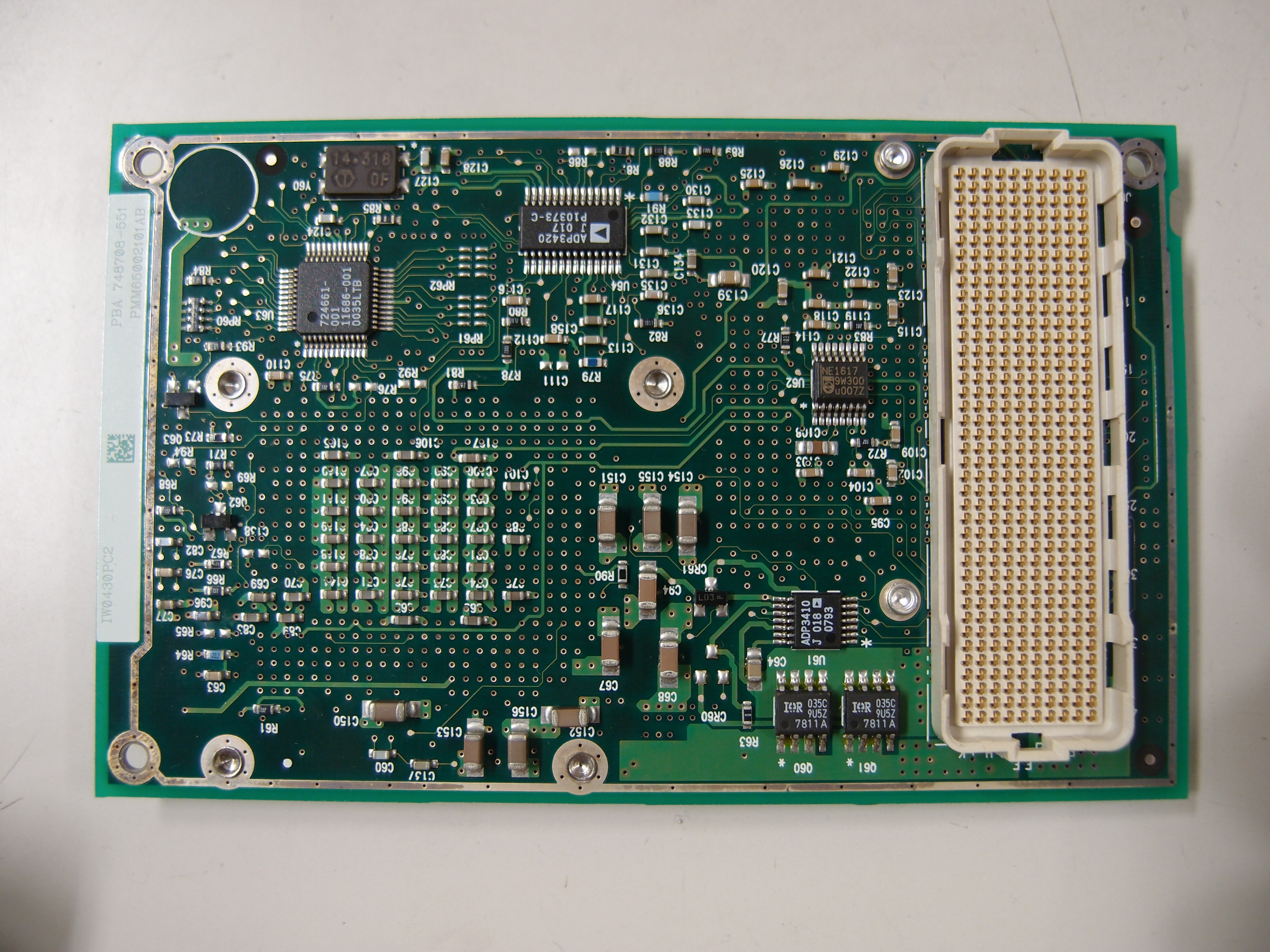